# ヴァイオリン協奏曲 (貴志康一)
貴志康一のヴァイオリン協奏曲は、1931年から1935年にかけて作曲されたヴァイオリンと管弦楽のための協奏曲。

## 作品概要
作曲年代は作曲者が2回目の一時帰国をしていた1931年から3回目の渡欧時の1935年にかけてである。その成立過程は複雑である。第1楽章は1931年から1932年にかけて原型となる楽譜が起草され、1934年にベルリンで完成した。1934年3月29日にゲオルク・クーレンカンプのヴァイオリン独奏、作曲者指揮のウーファ交響楽団で第1楽章のみが初演された。その後、1935年までに残りの第2楽章、第3楽章が作曲された。
全曲初演は1944年1月17日に大阪の朝日会館において、辻久子の独奏、尾高尚忠指揮、大阪放送管弦楽団によって行われた。また同じ頃、辻久子は満州でも朝比奈隆の指揮で同曲を演奏したという。
この作品はハチャトゥリアンのヴァイオリン協奏曲の先駆的作品といえる。3楽章で書かれているものの、貴志は日本独特の旋律をどうしたらドイツやフランスのそれと交えて、現地の観客を納得させられるかという課題に向き合い、後期ロマン派の様式と融合させて自分なりにその答えを解いたといえよう。作曲者自身がヴァイオリニストであったことも手伝って、高難度の超絶技巧が使われており、当時としては非常に斬新な手法を用いた。ヴァイオリンが華麗な活躍をするのも特徴の1つである。

## 構成

### 第1楽章
Allegro molto 4/4拍子
管弦楽の導入の後、第1主題が提示されて、叙情的な第2主題が奏される。展開部では2つの主題が主要動機として現れる。超絶技巧を要するカデンツァの後、再現部に入り、ホ長調の終結部で曲を閉じる。

### 第2楽章
Quasi andante 4/4拍子
木管とハープによる情緒的な主題(日本民謡の黒田節が原型となっている)が現れた後、独奏ヴァイオリンが活躍する。中間部では新しい旋律がダブルストップに現れ、カデンツァを経てコーダで終わる。

### 第3楽章
Molto vivace 2/4拍子→6/8拍子
第1楽章の第1主題に似た動機(小唄のかっぽれが原型となっている)で開始され、 3つのモチーフを融合させ、超絶技巧のカデンツァを交えて華麗に全曲を閉じる。

## 参考資料
- ビクター　VICC-5011の小石忠男によるライナーノート
- 毛利眞人著「永遠の青年音楽家　貴志康一」国書刊行会2006年
- morisarchiv　貴志康一作曲作品目録 - ウェイバックマシン（2003年10月17日アーカイブ分）